# Крестовоздвиженский монастырь (Нижний Новгород)
Крестовоздвиженский монастырь — женский православный монастырь в Нижнем Новгороде.

## История
Между 1355 и 1365 годами супругой нижегородского (суздальского) князя Андрея Константиновича Анастасией (в иночестве — Васса, в схиме — Феодора) был основан у подножия Нижегородского кремля Зачатьевский монастырь. После разгрома Новгорода (1478) Иваном III в монастыре насильно постригли в монахини новгородскую посадницу Марфу Борецкую.
В пожарах 1685 и 1715 годов старый деревянный монастырь выгорел «без остатку», к тому же бившие из-под горы родники постоянно разрушали строения. Поэтому в середине XVIII века епископ Димитрий (Сеченов) перевёл инокинь в Происхожденский женский монастырь, стоявший над обрывом Дятловых гор между Георгиевской башней кремля и одноимённой церковью. Туда же владыкой Питиримом была переведена община из сгоревшего Воскресенского монастыря, находившегося у Никольской башни кремля. В итоге, во время церковной реформы 1764 года все три нижегородских женских монастыря (Зачатьевский, Воскресенский и Происхожденский) были объединены в одну обитель.
В 1814 году после очередного пожара монастырь был перенесён к Арзамасской заставе (нынешняя площадь Лядова) и переименован в Крестовоздвиженский. В тот же год были возведены стены монастыря, колокольня со святыми вратами, две палатки при них, восемь корпусов, вне стен монастыря — гостиный двор. В 1814—1823 годах строится Крестовоздвиженский собор (перестроен в 1848). В 1815 году при одном из корпусов освящена больничная Скорбященская церковь. В 1838 году при монастыре открыто училище для девочек.
До революции ежегодно в субботу Светлой седмицы проходил крестный ход из Оранского монастыря в Крестовоздвиженский с Оранской Владимирской иконой Божией Матери, одной из самых почитаемых в Нижнем Новгороде. Монастырь считался местом прохождения епитимийного искупления для женщин, совершивших преступления против нравственности.
В 1848 году Крестовоздвиженский монастырь был зачислен в I класс с увеличением штата с 30 до 100 человек. В конце XIX века в монастыре проживала одна схимонахиня, 30 монахинь и 149 послушниц. Работала золотошвейная мастерская, в которой около 55 сестёр вышивали иерейские облачения, ризы на иконы и плащаницы, выполняли работы с жемчугом и фольгой. В 1906 году в монастыре начала работать живописная школа.
Монастырь упразднён в 1917 году. С территории монастыря к январю 1928 года были выселены все монахини. Община перешла в Казанскую кладбищенскую церковь. В Светлую седмицу 1935 года были арестованы члены клира Казанской церкви и митрополит Горьковский и Арзамасский Евгений (Зернов). 19 августа 1935 года Комиссия по культам при Президиуме Горьковского крайисполкома постановила: бывший Крестовоздвиженский монастырь ликвидировать под снос. В советское время в его зданиях располагался концлагерь, склады, жилые помещения, конторы; в соборе размещался завод бритвенных изделий.

## Современная жизнь обители
Крестовоздвиженский собор восстанавливался с 1995 года. 25 марта 2004 года решением Священного Синода приход собора снова преобразован в Крестовоздвиженский женский монастырь. В том же году, 18 августа, наместницей монастыря назначена инокиня Свято-Троицкого Серафимо-Дивеевского монастыря Татиана (Гажу).
26 сентября 2005 года старший священник обители Николай (Алясов) совершил чин освящения звонницы. 8 колоколов, самый большой из которых весит 600 кг, были отлиты на средства благотворителей в городе Касли. Колокола были установлены на временную звонницу, первым в них ударил игумен Тихон (Затекин).
25 апреля 2006 года по благословению Патриарха Алексия II монахиня Филарета (Гажу) назначена настоятельницей монастыря.
1 декабря 2007 года архиепископ Нижегородский и Арзамасский Георгий освятил придел в честь Иверской иконы Божией Матери, находящийся в подклети собора. 17 декабря 2008 года в нижнем приделе в честь Иверской иконы Божией Матери был совершён первый после 1917 года постриг.
7 марта 2010 года архиепископ Нижегородский и Арзамасский Георгий совместно с архиепископом Тульчинским и Брацлавским Ионафаном совершили Божественную литургию. Накануне перед литургией монашеский постриг приняли ещё две насельницы монастыря.
27 сентября 2011 года, в день праздника в честь Воздвижения Честного и Животворящего Креста Господня архиепископом Георгием был совершён чин Великого освящения Крестовоздвиженского собора. За неделю до праздника художниками иконописной мастерской «Ковчег» была завершена роспись в западной части собора. Всего роспись собора велась более двух лет. От старой живописи сохранилось только несколько фрагментов: композиция «Воздвижение Креста Господня», образы святого Николая Чудотворца и Архангела Михаила. При восстановлении росписей использовались сохранившиеся фотографии южного и северного сводов.
22 ноября 2011 года архиепископ Нижегородский и Арзамасский Георгий в сослужении викария Саранской епархии епископа Рузаевского Илии (Быкова) освятил правый придел Крестовоздвиженского собора в честь Похвалы Пресвятой Богородицы и священномученика Дионисия Ареопагита. 30 декабря в честь Введения во храм Пресвятой Богородицы, святителя Иннокентия Иркутского и священномученика Димитрия Солунского был освящён левый придел Крестовоздвиженского собора.
В монастыре действует воскресная школа и православный медицинский пункт. Ближайшая сохранившаяся из приходских церквей — Воскресенская, расположенная в 700 метрах от монастыря.
- Фотографии
- Крестовоздвиженский собор
- Звонница
- Колокольня с часами, восстановленная в 2014—2016 гг.
- Фрагмент святых врат со стороны площади Лядова, снесённых в советские годы
- Новые святые врата со стороны Малой Ямской улицы
- Северо-восточная башня монастыря

## Святыни
- Крест-распятие высотой 4,5 метра. Расписан иконописцами Троице-Сергиевой Лавры. В Великую Пятницу 2005 года крест пронесён в Иерусалиме крестным путём Спасителя группой нижегородских паломников во главе с архиепископом Нижегородским и Арзамасским Георгием.[4]
- Крест с частицей Животворящего Креста Господня. Подарен Владыкой в престольный праздник.[4]

## Некрополь Казанского кладбища при Крестовоздвиженском монастыре
Погост возник после указа Екатерины II от 17 ноября 1771 года, запретившего хоронить на церковных кладбищах в городской черте. Иждивением нижегородского купца Якова Стешева здесь была построена церковь в честь Казанской иконы Божией матери. Позднее церковь с кладбищью были приписаны к Крестовоздвиженскому монастырю. Захоронения продолжались и после закрытия монастыря, до середины 1920-х годов. Некрополь Крестовоздвиженского монастыря окончательно исчез в 1950-х годах. На нем устроили автозаправку и спортивную площадку.
На кладбище были похоронены многие известные нижегородцы: почётные граждане, представители дворянских и купеческих родов, деятели промышленности, торговли, науки, культуры. В их числе:
- государственные деятели: члены ГосСовета А. В. Баулин (1848—1911) и М. С. Брин (1857—1917); И. С. Зыбин (1836—1895); А. С. Крюков (1770—1844) ; городские головы А. М. Меморский (1855—1913) и Ф. П. Переплётчиков (1779—1845); Б. Е. Прутченко (1785—1867); А. А. Турчанинов (1821—1874);
- литературные деятели: Л. Г. Граве (1839—1891); Г. П. Демьянов (1856—1904); П. И. Мельников-Печерский (1818—1883); А. Д. Мысовская (1840—1912);
- военные: генерал-лейтенант К. В. Асмус (1857—1916); полковник В. В. Вольнер; генерал-лейтенант Н. И. Дельвиг[19]; генерал-майор Н. И. Коптев (?—1887); капитан 1-го ранга Л. А. Кузьмин-Короваев (?—1896); генерал-майор В. Н. Снежков (1849—1915)[20]; генерал-майор флота Н. В. Черкасов (1841—1916); генерал-майор В. Я. Шелковников (1835–1899);
- предприниматели: Башкировы — Матвей (1843—1924), Николай и Яков (?—1913) Емельяновичи; Булычёвы — Александр и Василий Васильевичи; Бурмистровы — Дмитрий (1850—1899) и Пётр (1855—1912) Михайловичи; Вяхиревы; А. А. Добров (1839—1894); Кашины — Михаил Матвеевич (1840—1897) и Мария Капитоновна (1855—1916); директор купеческого банка С. С. Майтов (?—1917; Рукавишниковы — Иван (1848—1906), Николай, Сергей (1852—1914) Михайловичи[21]; Н. А. Смирнов (?—1912);  Н. Ф. Ходалев (1842—1915);
- священники: Пётр Альбицкий (?—1922); Павел Благообразов (?—1893); Иоанн Виноградов (?—1903); Павел Иорданский (1830—1907); протоиереи Крестовоздвиженского собора Николай Лилов (?—1899), Иоанн Листов (?—1904) и  Иоанн Соловьёв (?—1904); Николай Сахаров (?—1916); Дмитрий Страхов (?—1894);
- врачи: доктора медицины И. К. Геништа (1832―1878); Н. А. Грацианов (1855—1913); Е. Б. Еше (1815—1876); П. А. Конопасевич (?―1907);
- учёные, инженеры и изобретатели: Н. И. Глориантов (1828—1898); В. И. Калашников (1849—1908); А. Г. Некрасов (1836—1907);
- педагоги: директор Дворянского института Н. Н. Костырко-Стоцкий (1854—1910);
- художники А. О. Карелин (1837—1906); С. И. Кузнецов (1863—1916); К. П. Померанцев (1835—1913);
- архитекторы: Н. Д. Григорьев (1840—1895); А. К. Никитин (1857—1907); Н. А. Фрелих (1826—1903) с сыном Николаем (?—1905);
- прочие: юрист А. И. Ланин (1845—1906; артист П. К. Красовский-Бедняков (1844—1915);  декабрист И. А. Анненков (1802—1878) с женой и сыном Николаем; дочь Максима Горького Екатерина Пешкова (1901—1906).